# Nokia X2-00
Nokia X2-00 — сотовый телефон компании Nokia X-серии. Анонсирован в апреле 2010, представлен в июле 2010. Производился до 2012 года. Ориентирован на прослушивание музыки.

## Технические характеристики
Платформа S40. Слот для карты памяти MicroSD. Батарея 860 мАч под алюминиевой крышкой. Жидкокристаллический экран 240х320. Вес 82 г.
Камера 5 мегапикселей. Посстоянная память(ROM) 128 мб, оперативная память(RAM) 64 мб.
Поддерживает Bluetooth 2.1 а также сотовую связь 2G.